# Roland Fischnaller (snowboarder)
Roland Fischnaller (Bressanone, 19 settembre 1980) è uno snowboarder italiano.

## Biografia
Specialista dello slalom parallelo e dello slalom gigante parallelo, gareggia per il Corpo sportivo dell'Esercito italiano. Ha esordito in Coppa del Mondo nel 1999. Da allora ha ottenuto 42 podi e 19 successi, tutti nello slalom parallelo.
Ha partecipato a sei edizioni di Giochi Olimpici, ossia a Salt Lake City 2002, Torino 2006, Vancouver 2010, Soči 2014, Pyeongchang 2018 e Pechino 2022, sempre in slalom gigante parallelo, classificandosi rispettivamente 19º, 13º, 18º, 18º, 7º e 4º. Ha preso parte ad alcune edizioni Mondiali, vincendo una medaglia d'argento e due di bronzo. Nella stagione 2011-2012 conquista la Coppa del Mondo generale, oltre a giungere secondo in quella riservata agli specialisti del parallelo.
Ai mondiali di Kreischberg del 2015 si laurea campione del mondo di slalom parallelo, superando in semifinale lo sloveno Marguc e in finale il russo Sobolev. Nella stagione 2015-2016 sale 3 volte sul podio nello slalom parallelo, vincendo la gara di Mosca e la sua seconda coppa di specialità. Vanta anche sei titoli italiani ottenuti in tre diverse discipline dello snowboard.
Il 1º marzo 2020, a 39 anni, conquista la coppa del mondo generale della stagione 2019-2020.
Il 20 marzo 2025 vince l'oro mondiale nel gigante parallelo a Engadina 2025, diventando il più anziano campione iridato nelle discipline invernali (in gara individuale).

## Palmarès

### Mondiali
- 7 medaglie:
  - 2 ori (slalom parallelo a Kreischberg 2015; gigante parallelo a Engadina 2025)
  - 3 argenti (gigante parallelo a Stoneham 2013; slalom parallelo a Park City 2019; gigante parallelo a Rogla 2021)
  - 2 bronzi (gigante parallelo a La Molina 2011; slalom parallelo a Stoneham 2013)

### Coppa del Mondo
- Vincitore della Coppa del Mondo generale di parallelo nel 2020
- Vincitore della Coppa del Mondo di slalom parallelo nel 2013, nel 2016 e nel 2018
- Vincitore della Coppa del Mondo di slalom gigante parallelo nel 2020, nel 2021 e nel 2023
- 52 podi:
  - 22 vittorie
  - 17 secondi posti
  - 13 terzi posti

#### Coppa del Mondo - vittorie
| Data             | Luogo             | Paese         | Disciplina |
| ---------------- | ----------------- | ------------- | ---------- |
| 11 dicembre 2010 | Limone Piemonte   | Italia        | PSL        |
| 5 marzo 2011     | Mosca             | Russia        | PSL        |
| 13 ottobre 2011  | Landgraaf         | Paesi Bassi   | PSL        |
| 21 dicembre 2011 | Lago di Carezza   | Italia        | PGS        |
| 15 gennaio 2012  | Bad Gastein       | Austria       | PSL        |
| 3 marzo 2012     | Mosca             | Russia        | PSL        |
| 17 marzo 2012    | Valmalenco        | Italia        | PGS        |
| 8 febbraio 2013  | Rogla             | Slovenia      | PGS        |
| 16 dicembre 2014 | Lago di Carezza   | Italia        | PGS        |
| 18 dicembre 2014 | Montafon          | Austria       | PSL        |
| 14 marzo 2015    | Winterberg        | Germania      | PSL        |
| 30 gennaio 2016  | Mosca             | Russia        | PSL        |
| 16 dicembre 2017 | Cortina D'Ampezzo | Italia        | PSL        |
| 17 marzo 2018    | Winterberg        | Germania      | PSL        |
| 15 dicembre 2018 | Cortina D'Ampezzo | Italia        | PGS        |
| 8 dicembre 2019  | Bannoye           | Russia        | PGS        |
| 14 dicembre 2019 | Cortina D'Ampezzo | Italia        | PGS        |
| 22 febbraio 2020 | PyeongChang       | Corea del Sud | PGS        |
| 12 dicembre 2020 | Cortina D'Ampezzo | Italia        | PGS        |
| 17 dicembre 2022 | Cortina D'Ampezzo | Italia        | PGS        |
| 15 marzo 2023    | Rogla             | Slovenia      | PGS        |
| 1º marzo 2025    | Krynica-Zdrój     | Polonia       | PGS        |

Legenda:

PGS = Slalom gigante parallelo

PSL = Slalom parallelo

## Riconoscimenti
- Atleta altoatesino dell'anno 2011[1].